# Ганна Саймон
Ганна Саймон (англ. Hannah Simone; нар. 3 серпня 1980, Лондон, Велика Британія) — канадська акторка, найбільш відома роллю Сісі Парех у серіалі «Новенька».

## Життєпис
Ганна Саймон народилася в Лондоні, Велика Британія. ЇЇ батько — індієць, а мама має німецьке, італійське та греко-кіпріотське коріння.
Родина багато переїжджала. Малою Ганна жила в Калгарі, Канада. Також її дім був у Ванкувері, Едмонтоні, Гінтоні. Після першого класу сім'я оселялась у різних країнах: Саудівська Аравія, Індія, Кіпр. Підліткою Ганна повернулася в Канаду, де вступила в Університет Британської Колумбії. Вона отримала диплом з міжнародних відносин та політології та продовжила освіту в Університеті Раєрсон на факультеті радіо та телебачення, який закінчила в 2005.
У червні 2016 одружилася з музикантом Джессі Гіддінгсом, про стосунки з яким стало відомо в жовтні 2014. У квітні 2017 повідомили про вагітність акторки.

## Кар'єра
Підліткою Ганна почала працювати моделлю в Канаді. Між навчанням у двох університетах займалася правами людини та біженцями в Організації Об'єднаних Націй в Лондоні, а також певний час була дослідницею у колишнього міністра з закордонних справ Ллойда Ексорші. Подальшу кар'єру будувала в індустрії розваг: була віджейкою, почала зніматися в кіно та на телебаченні.
Першу роль Саймон отримала в 2005 в американській судовій драмі «Кевін Гілл», того ж року вона з'явилась в епізоді серіалу «Офіцер поліції». У 2011 приєдналася до основного складу телепроєкту «Новенька». У 2012 Саймон знімалася в науково-фантастичному вебсеріалі «H+: Цифровий серіал». Після низки телепояв вона отримала ролі в фільмах, зокрема «Олдбой», «Міс індіанка в Америці».
Ганна Саймон знімалась в кліпах гурту «Train» на пісню «Angel in Blue Jeans» у 2014 разом з Денні Трехо. У 2016 вийшов кліп «Same Air» солопроєкту «The Rocket Summer» з її участю.

## Фільмографія
| Рік       |    | Українська назва         | Оригінальна назва         | Роль         |
| --------- | -- | ------------------------ | ------------------------- | ------------ |
| 2005      | с  | Кевін Гілл               | Kevin Hill                | Ларісса      |
| 2005      | с  | Офіцер поліції           | Kojak                     | дівчина      |
| 2006      | с  | Гарні люди               | Beautiful People          | покупчиня    |
| 2011      | кф | Саті голить голову       | Sati Shaves Her Head      | Ніккі        |
| 2012      | с  | H+: Цифровий серіал      | H+                        | Ліна         |
| 2013      | с  | Пенсильванія-авеню, 1600 | 1600 Penn                 | Абігейл      |
| 2013      | с  |                          | Hot Package               | модель       |
| 2013      | ф  | Олдбой                   | Oldboy                    | Стефані Лі   |
| 2015      | ф  | Міс індіанка в Америці   | Miss India America        | Соня Нільсон |
| 2015      | кф |                          | Heads Up America          |              |
| 2016      | ф  |                          | Folk Hero & Funny Guy     | Емілі        |
| 2016      | ф  |                          | Flock of Dudes            | Бет          |
| 2016      | ф  |                          | Odd Squad: The Movie      | Емілі        |
| 2017      | ф  |                          | Band Aid                  | Грейс        |
| 2011—2017 | с  | Новенька                 | New Girl                  | Сісі Парех   |
| 2017      | ф  |                          | Why We're Killing Gunther | Санаа        |